# Gymnocorymbus ternetzi
Gymnocorymbus ternetzi (Boulenger, 1895), conosciuto comunemente come tetra nero, è un piccolo pesce di acqua dolce appartenente alla famiglia Characidae.

## Distribuzione e habitat
Questo pesce si trova in torrenti dalla corrente non troppo forte in Argentina, Paraguay, Brasile e Bolivia, spesso nelle zone dove essi attraversano le foreste.

## Descrizione
Ha un corpo alto e molto compresso lateralmente, attraversato da due linee scure verticali, una dietro l'opercolo ed l'altra circa a metà del corpo. Le pinne sono nere o trasparenti. Non supera i 7,5 cm.
Nei negozi di acquari si possono trovare varietà con le pinne a velo.

## Biologia

### Comportamento
Ha un temperamento pacifico e vive in banchi.

### Alimentazione
È principalmente carnivoro e si nutre di invertebrati come anellidi, insetti e crostacei planctonici.

### Riproduzione
Depone le uova sul fondo e non sono presenti cure parentali.

## Acquariofilia
È una specie poco esigente, ma necessita di essere tenuta in gruppi di almeno 5 esemplari. È abbastanza comune negli acquari anche perché rimane di dimensioni contenute.